# Emygdio de Barros
Emygdio de Barros (Paraíba do Sul, 1895-Río de Janeiro, 1986) fue un artista plástico brasileño, ingresado en el Centro Psiquiátrico Nacional Pedro II y recuperado gracias al taller de terapia ocupacional dirigido por Nise da Silveira. Llevó a cabo cerca de tres mil obras que se encuentran en el Museo del Inconsciente.

## Biografía y obra
Antes de su ingreso en el Centro Psiquiátrico Nacional, había sido operario de fábrica. Sus primeros estudios de pintura los hizo en el taller de pintura del hospital, dirigido por Nise da Silveira y el pintor Almir Mavigner. En 1949 participó de la muestra colectiva del taller, que tuvo lugar en el Museo de Arte Moderno de San Pablo y en 1951 tuvo una exhibición individual en el Instituto Brasil-Estados Unidos, en Río de Janeiro. En 1964 tuvo otra exposición individual, en el Museo de Imágenes del Inconsciente. En 2012, el Instituto Moreira de Salles dedicó una exposición a Emygdio de Barros y a otro paciente de la misma psiquiatra, Raphael Domingues.
Sus trabajos consisten en paisajes de la naturaleza, objetos imaginarios y escenas cotidianas y revelan «una lucha contra las avasalladoras formas del inconsciente y hacen visibles espacios reales y virtuales de su cotidianeidad». El crítico Mário Pedrosa y el escritor Ferreira Gullar elogiaron la obra de Emygdio de Barros; este último lo considera tal vez «el único genio de la pintura brasileña».
Emygdio de Barros figura en la película Nise: El corazón de la locura (2015) y su personaje fue interpretado por Claudio Jarborandy.

## Exposiciones

### Muestras individuales
- 1951: Instituto Brasil-Estados Unidos (Río de Janeiro)[6]
- 1964: Museu de Imagens do Inconsciente do Centro Psiquiátrico D. Pedro II (Río de Janeiro)

### Muestras conjuntas
- 1947: Muestra de internos del Centro Psiquiátrico Nacional (Ministerio de Educación de Brasil)
- 1949: 9 Artistas do Engenho de Dentro
- 1950: 9 Artistas do Engenho de Dentro (Museo de Arte Moderno de San Pablo)
- 1952: Exposição de Artistas Brasileiros (Museo de Arte Moderno de Río de Janeiro)
- 1953: Segunda Bienal Internacional de San Pablo
- 1955: Muestra de Artes Primitivas y Modernas de Brasil, Museo de Etnografía (Suiza)
- 1981: 16.ª Bienal Internacional de San Pablo

### Muestras póstumas
- 1987: Inumeráveis Estados do Ser, Palacio Imperial (Río de Janeiro)
- 2000: + 500 Mostra do Redescobrimento. Imagens do Inconsciente (Río de Janeiro)
- 2000: + 500 Mostra do Redescobrimento. Imagens do Inconsciente Palacio Imperial
- 2012: Instituto Moreira de Salles, junto a Raphael Domingues[5]